# Ivo Angelov
Ivo Angelov (in bulgaro Иво Ангелов?; Pernik, 15 ottobre 1984) è un lottatore bulgaro, specializzato nella lotta greco-romana.
Campione del mondo a Budapest 2013 ed europeo a Tbilisi 2013 nella categoria dei 60 chilogrammi.

## Biografia
Ha rappresentato la Bulgaria ai Giochi olimpici estivi di Londra 2012 nel torneo del 60 chilogrammi, venendo eliminato al secondo turno.

## Palmarès
- Mondiali

Istanbul 2011: bronzo nella categoria fino a 60 kg.
Budapest 2013: oro nella categoria fino a 60 kg.
- Europei

Varna 2005: bronzo nella categoria fino a 55 kg.
Vilnius 2009: bronzo nella categoria fino a 60 kg.
Dortmund 2011: argento nella categoria fino a 60 kg.
Tbilisi 2013: oro nella categoria fino a 60 kg.
Novi Sad 2017: argento nella categoria fino a 60 kg.